# Sierra de las Estancias
Sierra de las Estancias är ett berg i Spanien.   Det ligger i provinsen Provincia de Almería och regionen Andalusien, i den sydöstra delen av landet, 300 km söder om huvudstaden Madrid. Toppen på Sierra de las Estancias är 1 236 meter över havet, eller 58 meter över den omgivande terrängen. Bredden vid basen är 0,97 km.
Terrängen runt Sierra de las Estancias är huvudsakligen kuperad, men åt nordväst är den platt. Runt Sierra de las Estancias är det ganska tätbefolkat, med 60 invånare per kvadratkilometer. Närmaste större samhälle är Albox, 15,4 km söder om Sierra de las Estancias. Omgivningarna runt Sierra de las Estancias är i huvudsak ett öppet busklandskap.